# Petar Matanović
Fra Petar Matanović (Dubrave, 1945.), hrv. bh. rimokatolički svećenik, kulturni djelatnik i crkveni dužnostnik. Bivši je gvardijan franjevačkog samostana Svetog Petra i Pavla u Tuzli. Danas je župni vikar župe Rođenja Blažene Djevice Marije u naselju Ulicama, pored Brčkog.

## Životopis
Rodio se 1945. godine u Dubravama kod Brčkog. U Tuzlu je došao 1989. godine. Dobro se uklopio u sredinu. Dobro je surađivao s ondašnjim rukovodstvom Općine Tuzla i bivšim načelnikom Selimom Bešlagićem. U Tuzli je dočekao osamostaljenje BiH, rat i kraj rata. Bio je gvardijan tuzlanskog samostana i župnik. Često kontaktirao s važnim ljudima iz bh. politike, obrazovanja i kulture: ondašnjim glavnim imamom u Tuzil Muhamedom efendijom Lugavićem, umirovljenim reis-ulemom Huseinom efendijom Mujićem. Kad je izbila velikosrpska agresija na Tuzlu, često je kontaktirao sa zapovjednicima Drugog korpusa ARBIH Željkom Knezom i Hazimom Šadićem. Pomagao je svima bez obzira na vjeru i nacionalnost. Ratnih je godina trud i rad uložio u ostanak Hrvata na ovom području.
Na inicijativu fra Petra Matanovića i Ljubomira Aždajića u prosincu 1992. godine počeo je rad na Hrvatskom glasniku, prvom glasilu hrvatskog naroda u BiH nakon pada komunizma, i na Matanovićev prijedlog, prvi glavni i odgovorni urednik postao je Ljubomir Aždajić. Postao je predsjednik obnovljenog Društva Hrvatski dom.
Član prve obnovljene skupštine Društva Hrvatski dom u Tuzli  te sudionik prve redovite sjednice Skupštine Društva, održane 30. studenoga 1993. godine u Kongresnoj dvorani hotela “Tuzla” u Tuzli. Hrvatske kulturne ustanove u to vrijeme nisu imale svoje prostorije, pa su se sve aktivnosti odvijale u franjevačkome samostanu sv. Petra i Pavla u Tuzli uz svestranu pomoć i pokroviteljstvo gvardijana Matanovića. Pri Društvu Hrvatski dom Matanović je bio predsjednik Komisije za socijalnu skrb.
1993. je bila godina gladi u BiH. Uz pomoć Caritasa dovukao je veliku količinu hrane u Tuzlu i svakom je davao hranu. Nije se ustručavao umiješati ni u politička zbivanja. Da bi spriječio daljnje stvaranje zle krvi i dodatna eskaliranje nasilja u bošnjačko-hrvatskom sukobu, zauzeo se za novog tuzlanskog muftiju Huseina ef. Kavazovića, danas reisu-l-uleme Islamske zajednice u Bosni i Hercegovini. Ožujka 1993. godine u Konjicu pripadnici HVO uhitili su novoga mladog tuzlanskog muftiju Kavazovića zajedno s izaslanstvom koje je vodio ondašnji predsjednik SDA Tuzle Salih Kulenović. Odvedeni su u brda iznad Konjica. Namjeravali su ih kao vrijedne razmijeniti za 150 zatočenih Hrvata. Ceste i putevi su tad bili blokirani, ali to nije obeshrabrilo Matanovića te je upućivao zahtjeve i molbe svima za koje je mislio da mogu pomoći, pa i hercegovačkim fratrima. Ne dobivši nikakve odgovore, fra Petar je u skupini od deset ljudi zaputio se na riskantan put. Poletjeli su helikopterom s kopa rudnika Đurđevik i sletjeli u Zenicu. Dalje su preko Fojnice drugim helikopterom doletjeli do Bradine, od tamo sletjeli u Konjic i pošli do teritorije koju je držao HVO, u silom prilika savezu sa srpskom vojskom VRS, jer su HVO dojučerašnji saveznici Muslimani izdali. Fra Petra je pratio tuzlanski političar Pejo Banović i upoznao se sa zarobljenicima. Pregovori su bili teški. Uvjeravao ih je da ako ubiju muftiju ili mu nešto bude, sebi će naštetiti a drugoj strani pomoći te da ubijanja visokog vjerskog službenika ubijete kao zarobljenika nema ništa. HVO je prihvatio njihov prijedlog razmjene, te su na povratku Matanović i Banović ideju obrazložili predstavnicima Armije RBiH. Matanović je bio zahvalni pregovarač, jer za obje je strane bio "naš". Tih nekoliko dana u konjičkom kraju doživio je neugodnosti, čak i na misi, gdje su ga nazvali Alijinim fratrom. Gorko iznenađenje je bio stav ARBIH. S njima se u gradu teže pregovaralo nego s HVO u brdima. HVO je naime tražio puštanje 150 zarobljenih vojnika HVO iz Sportskog centra u Konjicu u zamjenu za muftiju i delegaciju, a spominjali su se i zarobljeni Bošnjaci i Srbi u logoru Dretelj. Novo gorko iznenađenje je bila intervencija iz Sarajeva i pregovori su propali. Matanović je smatrao da trud nije bio uzaludan, jer "ako je bila određena nervoza, nestrpljivost ili netrpeljivost prema tim ljudima, dakle prema muftiji i drugima koji su bili gore do tada, mislim da su dolaskom nas dvojice iz Tuzle, oni bili osigurani u tom smislu da je to bilo jače nego kada dođe Crveni križ pa zapiše nečije ime". No, nakon mjesec dana od pregovora tuzlansko izaslanstvo i muftija su pušteni na slobodu.
1995. se godine uključio u organizirano primanje netom prognanih Srebreničana, koliko je u danim okolnostima bilo moguće, skupa s tuzlanskim muftijom Kavazovićem i načelnikom Općine Tuzla Selimom Bešlagićem. Sudjelovali su i vojni vrh Drugog korpusa Armije RBiH, policija i dr. Nastojali su te ljude toplo primiti, ali kako je atmosfera bila usijana, prijetilo je da bi stvari mogle eksplodirati, to jest da bi moglo biti revolta lokalnog stanovništva prema sunarodnjacima onih koji su činili zločine, te Matanović kaže "Plašio sam se za pravoslavce, možda i za druge. Bilo je tu raznih kombinacija i priča". Srećom, izgredi na području Slavinovića su sanirani i većina Matanovićeva straha bila je neopravdana. Dobro je surađivao s austrijskim Caritasom i Caritasom Tirola i tih je dana srpnja 1995. godine, baš se usmjeravalo oko 70 tona vrlo kvalitetne hrane za Caritas Tuzla. Izbjeglicama iz Srebrenice proslijedila se hrana, izborio je nove donacije, riješio pitanje smještaja ljudi s nedovršenim domovima, socijalni rad sa silovanim ženama i dr. Krajem rata rata blagoslovio je početak rada Hrvatsko radija Radija Soli.

Član je ogranka Matice hrvatske u Tuzli. Na obnoviteljskoj skupštini 28. lipnja 2001., u prostorijama Hrvatskoga doma, ul. Kazan mahala 2/II, bio je član Inicijativnog odbora. Izabran je u radno predsjedništvo. Postao je pročelnik Odjela za promicanje prosvjete i kulture.
Obnašao je dužnost zamjenik provincijala Bosne Srebrene. Dogovorili su 2006. zamoliti biskupa da im povjeri pastorizaciju o Srebrenici i Zvorniku, odnosno Župi Srca Isusova Zvornik-Srebrenica.
Osnovao je Matanović organizaciju koja se zvala Klisa, koja je djelovala kao katolička organizacija u Srebrenici. U Bratuncu, Skelanima i Srebrenici naišao je na tridesetak obitelji mješovitih brakova katolika i pravoslavaca. Katolici su mu se javili, dolazili i s njima je napravio Klisu. Također je planirao u Srebrenici stvoriti centar za dijalog, koji bi bio kuća mira u vlasništvu franjevaca. Služba ga je odvela na druga mjesta.
Dvadesetak godina nakon rata smatra da nije zadovoljan stanjem u društvu, jer je ostala svenazočnom retorika koja je započela rat.
Član je uredništva časopisa Gradovrha, za koji i piše članke.

## Knjige
- Google Knjige Andrija Zirdum, Ivan Ćurić, Petar Matanović, Jakov Babić: Ulice nekada i sada, Župski ured, 1989.